# Municipio de Hector (Minnesota)
El municipio de Hector (en inglés: Hector Township) es un municipio ubicado en el condado de Renville en el estado estadounidense de Minnesota. En el año 2010 tenía una población de 226 habitantes y una densidad poblacional de 2,51 personas por km².

## Geografía
El municipio de Hector se encuentra ubicado en las coordenadas 44°45′41″N 94°41′24″O / 44.76139, -94.69000. Según la Oficina del Censo de los Estados Unidos, el municipio tiene una superficie total de 90.02 km², de la cual 90,02 km² corresponden a tierra firme y (0 %) 0 km² es agua.

## Demografía
Según el censo de 2010, había 226 personas residiendo en el municipio de Hector. La densidad de población era de 2,51 hab./km². De los 226 habitantes, el municipio de Hector estaba compuesto por el 99,12 % blancos, el 0,44 % eran de otras razas y el 0,44 % eran de una mezcla de razas. Del total de la población el 3,54 % eran hispanos o latinos de cualquier raza.